# Ischnopteris costiplaga
Ischnopteris costiplaga là một loài bướm đêm trong họ Geometridae.